# アドミラルティ諸島

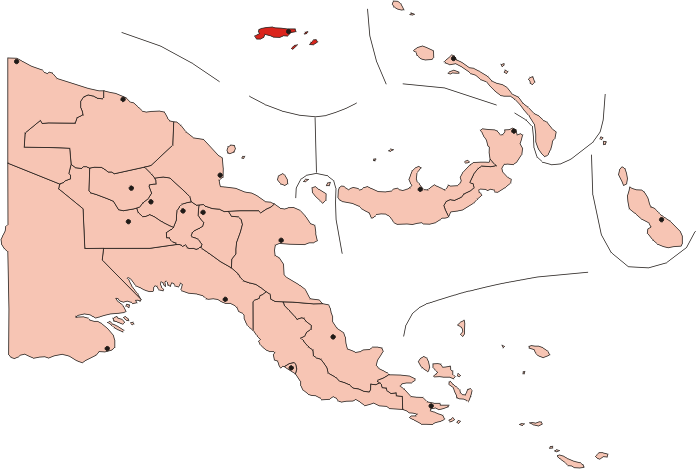
アドミラルティ諸島（マヌス州）

アドミラルティ諸島(Admiralty Islands)は南太平洋にある諸島。ビスマルク諸島の北部を構成し、約18の島からなる。最大の島の名前からマヌス諸島(Manus Islands)とも呼ばれる。パプアニューギニアのマヌス州(Manus Province)に属する。州都はロレンガウ(Lorengau)。面積は2,100 km2で、人口は32,713人。
主な島はマヌス島(Manus Island)、ロスネグロス島(Los Negros Island)、Tong島(Tong Island)、Pak島(Pak Island)、ランブティオ島(Rambutyo Island)、ラウ島(Lau Island)、セント・アンドルーズ諸島(St Andrews Islands)、バルアン島(Baluan Island)、ノドロァ島(Ndrova Island)。多くは環礁で無人である。

## 経済
主要な産業はココヤシの栽培と真珠の採取である。

## 歴史
約3,500年前にはラピタ人が居住していたが、約2,000年前にはその文化も消滅している。ヨーロッパ人が来航し始めたのは17世紀のことである。アドミラルティ諸島はニューギニア島北東部と同じように1884年にドイツ植民地のドイツ領ニューギニアになり、第一次世界大戦後はオーストラリアの委任統治領のニューギニア準州の一部となった。
第二次世界大戦初期に日本軍が占領し、1942年4月にマヌス島のRossun近くに小規模な基地が作られた。1944年2月29日、ダグラス・マッカーサー率いるアメリカ軍が上陸し、日本軍を全滅させて占領した（ブルーワー作戦(Operation Brewer)）。アメリカ軍はゼーアドラー湾に大規模な基地を建設し、それはその後のニューギニアの戦いやフィリピンの戦いにおいて侵攻拠点として使用された。戦後は、今村均が戦犯として一時服役している。1975年の独立に伴い、パプアニューギニアとなっている。